# HK Dynamo Moskva
HK Dynamo Moskva (ry: Динамо Москва) är en rysk professionell ishockeyklubb från Moskva, som spelar i KHL. Laget spelar sina matcher i VTB-ispalatset som har en kapacitet på 12 100 platser vid hockeymatcher.

## Historik
Dynamo Moskva grundades 1946 och som alla andra Dynamoklubbar i det forna Sovjetunionen har den sitt ursprung hos polisen. Laget är ett av Rysslands mest framgångsrika, med ett antal olika mästerskapstitlar från olika tidsepoker.

### Sammanslagning med HK MVD
Inför säsongen 2010/2011 gick klubben samman med HK MVD på grund av ekonomiska problem, och antog namnet OHK Dynamo Moskva (ryska: Объединённый хоккейный клуб Динамо svenska: Förenade hockeyklubben Dynamo), vilket klubben gick under några säsonger. 
Inför säsongen 2013/2014 återgick klubben till att officiellt använda namnet Hockey Klub (HK) Dynamo Moskva igen. Dock lever HK MVD:s ungdomsverksamhet kvar som en del i Dynamo Moskvas verksamhet, och laget spelar i juniorligan MHL.

## Mästerskapstitlar
Sovjetiska mästerskapsserien: (5): 1947, 1954, 1990, 1991, 1992

 IHL mästare: (2): 1993, 1995

 Ryska mästare: (2): 2000, 2005

 Gagarin Cup: (2): 2012, 2013

 Europeiska klubbmästare:  (1): 2006

 Spengler Cup: (2): 1983, 2008

## Svenskar som spelat i klubben
Sammanlagt har sju svenskar spelat för klubben, varav Mattias Weinhandl är den som spelat flest matcher (101) för klubben. De andra är Nicklas Bäckström, Richard Gynge, Johan Harju, Linus Omark, Johan Lindström och Osmo Soutokorva.